# Александру Каллімакі
Александру Каллімакі (рум. Alexandru Callimachi; 1737 — 1821) — господар Молдавського князівства з травня 1795 по березень 1799.

## Сім'я
Був сином господаря Йоана Теодора Каллімакі і братом господаря Ґриґоре Каллімакі.
- Сестри — Севастіта (род. 1736) та Марія (1740—1831).

### Діти
- Сини — Скарлат (1773—1821) и Йоан (1775—1821).
- Дочки — Ралу (1769—1797) и Єфросинія (1776—1835).

## Історія
Обіймав посаду Великого Драгомана Порти, а у віці 57 років зійшов на трон Молдови. Через шлюб з Руксандою, донькою колишнього господаря Молдови Скарлата Ґіка, поріднився з династією Ґіка.
У травні 1795 отримав указ Порти, що забороняє господарю Молдови експортувати пшеницю і кукурудзу за межі Османської імперії. Зернові були необхідні для постачання продовольством населення Стамбула. Щоб задовольнити зростаючі вимоги Порти, господар збільшив податки, в тому числі і відерний (ведреріт — данина, оплачувана за кожне відро вина).
Підтримував етерію- рух за національне визволення Греції. Симпатизував революційніїй Франції. Був позбавлений влади турками в 1799 і поїхав до Стамбулу, де прожив ще 22 роки. Кінець його був трагічним. Напередодні грецької революції він був засланий в Малу Азію, де в 1821 був убитий фанатичними мусульманами.